# Coptomma lineatum
Coptomma lineatum är en skalbaggsart som först beskrevs av Fabricius 1775.  Coptomma lineatum ingår i släktet Coptomma och familjen långhorningar. Inga underarter finns listade i Catalogue of Life.